# Paullinia meliifolia
Paullinia meliifolia är en kinesträdsväxtart som beskrevs av Antoine Laurent de Jussieu. Paullinia meliifolia ingår i släktet Paullinia och familjen kinesträdsväxter. Inga underarter finns listade i Catalogue of Life.